# Объект Торна — Житков
Объе́кт То́рна — Жи́тков (англ. Thorne — Żytkow object — TŻO; в русскоязычной литературе иногда обозначается как объект Ландау — Торна — Житков в честь Льва Ландау) — гипотетический звёздный объект: красный гигант (10—15M⊙) или сверхгигант (с радиусом в несколько а. е., низкой температурой и светимостью 105L⊙) с нейтронной звездой (масса более 1,4M⊙) в качестве ядра — возможный результат слияния компонентов массивной двойной системы на стадии с общей оболочкой.

## История
Существование подобных объектов предположили Кип Торн и Анна Житков в 1977 году.

## Формирование
Существует два способа формирования объекта Торна — Житков. В первом случае он образуется, когда нейтронная звезда сталкивается со звездой, как правило, красным гигантом или сверхгигантом. Сталкивающиеся объекты могут быть просто блуждающими звездами. Этот сценарий очень маловероятен, но он может реализоваться в очень плотных шаровых скоплениях.
Другой, более вероятный способ реализуется в двойной системе. Например, нейтронная звезда сформировалась раньше своего компаньона из более массивной звезды при взрыве сверхновой. Так как взрыв сверхновой не является абсолютно симметричным, нейтронная звезда может уменьшить свою скорость обращения и перейти на более низкую орбиту по отношению к своей первоначальной. Это может привести к тому, что новая орбита нейтронной звезды станет пересекаться с её компаньоном, или, если её компаньон — звезда главной последовательности, она может войти во внешние слои компаньона, когда он станет превращаться в красного гиганта.
Как только нейтронная звезда войдёт во внешние слои красного гиганта, она начнёт заметно тормозиться, даже несмотря на то, что оболочка раздувающегося красного гиганта очень разрежена, и нейтронная звезда по спирали начнёт приближаться к ядру красного гиганта, попутно аккрецируя на себя вещество умирающей звезды.
В зависимости от их первоначального расстояния, этот процесс может занять сотни и тысячи лет. Когда они, наконец, столкнутся, нейтронная звезда и ядро красного гиганта сольются. Если их суммарная масса превысит предел Оппенгеймера — Волкова, то они сколлапсируют в чёрную дыру, а взрыв сверхновой рассеет внешние слои звезды. В противном случае оба объекта сольются в единую нейтронную звезду. Температура поверхности нейтронной звезды очень высокая — более 109К. Эта температура может спровоцировать термоядерный синтез в диске аккрецирующего газа. К подобному результату может привести и сжатие газа под действием силы тяжести нейтронной звезды. Из-за высокой температуры и огромной силы тяжести, на поверхности падающей нейтронной звезды могут происходить крайне необычные термоядерные процессы. Водород может сливаться не просто в гелий, как это происходит при обычном звёздном нуклеосинтезе, но производить очень необычные смеси изотопов. Существуют предположения, что rp-процесс, который происходит при взрыве сверхновых, также происходит внутри объектов Торна — Житков.

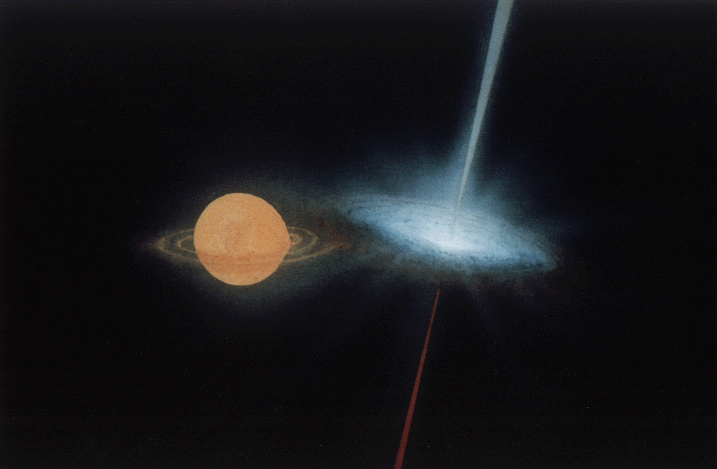
Объект Торна — Житков на стадии своего образования: красный гигант и приближающаяся к нему аккрецирующая нейтронная звезда

Объекты Торна — Житков являются относительно редкими по двум причинам: во-первых, они могут образовываться только в массивной тесной двойной системе, а во-вторых, они являются только стадией эволюции подобных систем, которая сама по себе длится недолгое время (требуется примерно 1000 лет, чтобы нейтронная звезда достигла ядра и примерно 1 месяц, чтобы произошел процесс их слияния). Схему эволюции звёзд в массивной тесной двойной системе, изначально состоящей из двух звёзд спектральных классов ОВ, можно представить в следующем виде:
1. OB1+OB2 →
2. Звезда Вольфа — Райе (WR1)+OB2 →
3. взрыв как сверхновая звезда WR1+OB2 →
4. релятивистский объект (С1)+OB2 →
5. С1+WR2 (или одиночный объект Торна — Житков)→
6. взрыв звезды WR2 как сверхновой →
7. два релятивистских объекта (С1+С2)[1].

Считается, что объекты Торна — Житков формируются с темпом 1/500—1/1000 в год в нашей Галактике, имеющей массу 1011 масс Солнца. Эти данные позволяют рассчитать, что в области пространства радиусом 30 Мпк в год образуются более 30 объектов Торна — Житков.

## Попытки обнаружения
В наблюдательных проявлениях объект Торна — Житков может напоминать полностью конвективный красный сверхгигант, или, если он достаточно горяч, богатые азотом звезды типа Вольфа — Райе (тип WN8). Подобные объекты также должны обладать большими пространственными скоростями и иметь большие высоты z над галактической плоскостью, поскольку они образовались в двойной системе, испытавшей взрыв сверхновой.
В качестве кандидатов в подобные системы были предложены несколько объектов (например, U Водолея, RCW 103), но ни один из них не был подтверждён. В июне 2014 года появились сообщения об открытии первой звезды такого типа — HV 2112, которые были опровергнуты в 2018 году, но взамен был предложен новый кандидат – HV 11417.